# Tajemnice zamku Udolpho

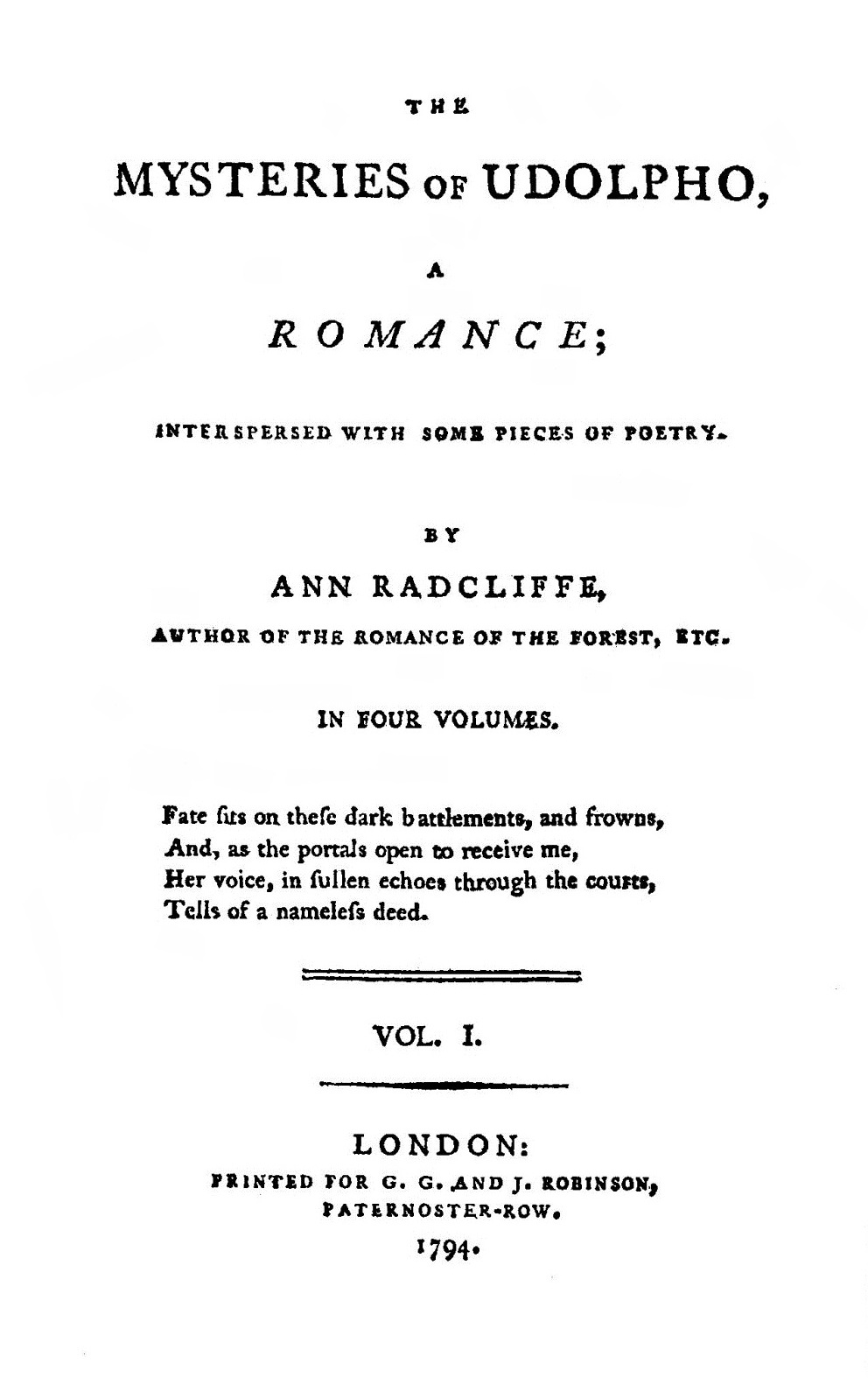
Strona tytułowa oryginalnego wydania powieści

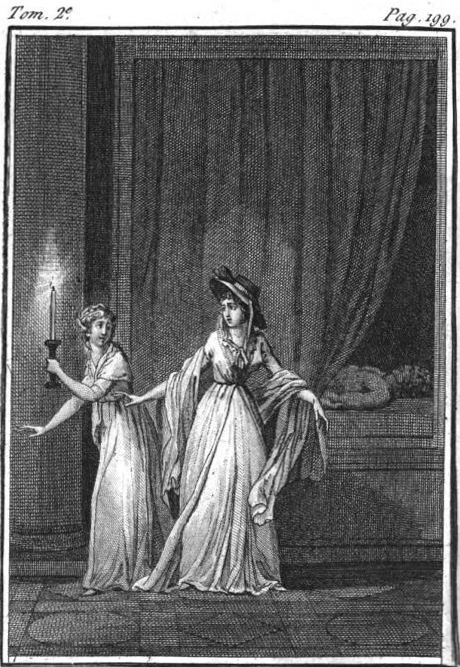
Ilustracja z powieści

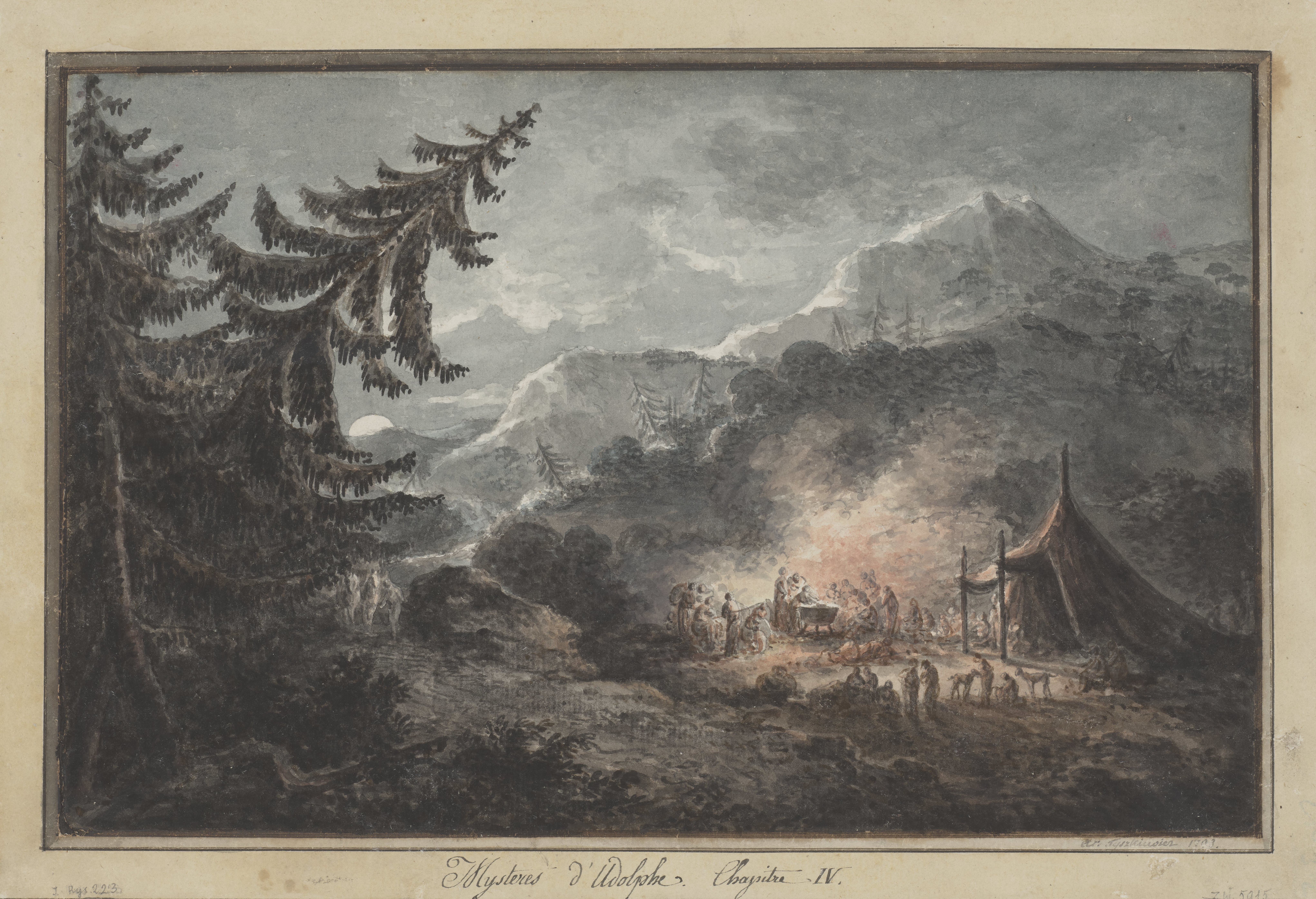
Ilustracja do powieści autorstwa Anny Potockiej

Tajemnice zamku Udolpho (The Mysteries of Udolpho) – powieść angielskiej pisarki Ann Radcliffe, opublikowana w 1794, będąca jedną z najbardziej znanych pozycji nurtu literatury gotyckiej końca XVIII wieku, zapoczątkowanego przez Horatia Walpole’a. 

## Fabuła
Utwór opowiada historię osieroconej Emily St. Aubert, która po licznych perypetiach i uwięzieniu w kilku zamkach odzyskuje wolność i spotyka się z ukochanym. Akcja rozgrywa się we Francji i Włoszech w 1584.
Na język polski powieść przełożył Wacław Niepokólczycki.